# Liste des sénateurs belges (législature 1954-1958)
Pour les articles homonymes, voir Liste des sénateurs belges.
Liste des sénateurs pour la législature 1954-1958 en Belgique, à la suite des élections législatives par ordre alphabétique.

## Président
- Robert Gillon

## Membres

### élus
1. Jean Allard (arr. Liège)
2. Robert Ancot (nl) (arr.Bruges)
3. Jean Beaucarne (arr. Courtrai-Ypres) (démissionne 20.12.1955) remplacé 22.12.1955 par Robert Detaevernier
4. Mme Jeanne Beeckman, veuve Vandervelde (arr. Bruxelles)
5. Hubert Beulers (arr.Liège)
6. Oscar Bossaert[1] (arr. Bruxelles) (+1956) remplacé 7.2.1956 par Norbert Hougardy
7. Jean Bouilly, 1er vice-président (arr.Mons-Soignies)
8. Auguste Buisseret[2] (arr.Liège)
9. Alfons Buts (arr.Malines-Turnhout)
10. Mme Georgette Ciselet (arr.Bruxelles)
11. Arthur Clays (arr. Courtrai-Ypres)
12. Cornez (arr. Charleroi-Thuin)
13. Couplet (arr. Tournai-Ath)
14. Lode Craeybeckx, secrétaire (arr.Anvers)
15. Gaston Crommen, secrétaire (arr. Gent-Eeklo)
16. comte Charles d'Aspremont Lynden (arr. Namur/Dinant-Philippeville)
17. Carlos De Baeck (arr. Anvers)
18. Eugène Debaise (arr.Mons-Soignies)
19. Florent De Boey (arr.Anvers) († 30.10.1954)
20. August De Boodt (nl) (arr. Malines-Turnhout)
21. Victor De Bruyne (arr. Anvers)
22. Étienne de la Vallée Poussin (arr. Bruxelles)
23. Maurice Delmotte (arr. Huy-Waremme)
24. René Delor (arr.Nivelles)
25. Hendrik Delport (arr. Louvain)
26. Robert De Man, secrétaire (arr.Courtrai-Ypres)
27. Abdon Demarneffe (arr. Hasselt-Tongres-Maaseik)
28. Charles Derbaix, secrétaire (arr. Charleroi-Thuin)
29. chevalier Erard de Schaetzen (arr. Hasselt-Tongres-Maaseik)
30. René De Smedt (arr. Roulers-Tielt)
31. Gustaaf De Stobbeleir, questeur (arr. Audenarde-Alost)
32. Emile De Winter (arr. Bruxelles)
33. Ghislain Dhondt (arr. Roulers-Tielt) (+ 6.3.1956)
34. Octave Dierckx (arr. Bruxelles)
35. Amédée Doutrepont, questeur (arr. Bruxelles)
36. L.G. Duray (arr.Mons-Soignies)
37. Duterne (arr. Charleroi-Thuin)
38. Jean Duvieusart (arr.Charleroi-Thuin)
39. Henri Edebau (arr.Furnes-Dixmude-Ostende)
40. Paul Estienne (arr.Nivelles)
41. Feron (arr. Namur-Dinant-Philippeville)
42. Petrus-Ferdinand Francen (arr.Louvain)
43. René George (arr. Charleroi-Thuin)
44. Gilis (arr.Louvain)
45. Robert Gillon, président (arr. Courtrai-Ypres)
46. Germain Gilson (arrts du Luxembourg)
47. Arnold Godin (arr. Verviers)
48. Alfons Goossens (nl) (arr. Termonde/Saint-Nicolas)
49. Arsène Gribomont (arrts du Luxembourg) († 8.4.1956) remplacé 24.4.1956 par Emmanuel Poncelet
50. Hyacinth Harmegnies (arr.Mons/Soignies)
51. baron Louis Huart (arr. Namur/Dinant-Philippeville)
52. Etienne Jacobs (arr. Tongres-Maaseik)
53. Jozef Jespers, secrétaire (arr. Anvers)
54. Joosten (arr. Malines/Turnhout)
55. Albert Kluyskens (arr. Gand-Eeklo) († 21.12.1956) remplacé 16.1.1957 par Emiel Claeys
56. Robert Lacroix (arr. Namur-Dinant-Philippeville)
57. Ledoux (arr. Namur-Dinant-Philippeville)
58. Edmond Leysen (arr. Malines-Turnhout)
59. Albert Lilar[3] (arr. Anvers)
60. Edmond Machtens (arr. Bruxelles)
61. Albert Mariën (arr.Gand-Eeklo)
62. Jules Mérenne[4] (arr.Huy-Waremme)
63. Andries Mondelaers (arr. Hasselt/Tongres-Maaseik)
64. Henri Moreau de Melen 3e vice-président (arr. Liège)
65. Albert Moulin, secrétaire (arr.Tournai-Ath)
66. Charles Moureaux (arr.Bruxelles)
67. Gilbert Mullie (arr.Courtrai-Ypres), 2e vice-président
68. Gerard Neels (nl) (arr.Bruges)
69. Jean Neybergh (arr.Bruxelles)
70. José Nihoul (arr.Liège)
71. René Noël (arr.Mons-Soignies)
72. baron Pierre Nothomb (arrts du Luxembourg)
73. Joseph Oblin (arr. Mons-Soignies)
74. Fernand Pairon (arr.Anvers)
75. Hubert Rassart (arr.Liège)
76. R. Remson (arr.Charleroi-Thuin)
77. Edmond Ronse (arr. Gand-Eeklo)
78. Maurice Santens (arr. Audenarde-Alost)
79. Aloïs Sledsens (arr.Anvers)
80. Marcel Sobry (arr.Furnes-Dixmude-Ostende)
81. Paul Struye (arr. Bruxelles)
82. Jeroom Stubbe (arr. Courtrai-Ypres)
83. Paul Supré (arr.Gand-Eeklo)
84. Léon-Éli Troclet[5] (arr. Liège)
85. Renaat Van Bulck (arr. Anvers)
86. Frans-Vital Van der Borght (arr.Louvain)
87. Dieudonné Vander Bruggen (arr. Audenarde-Alost)
88. Jacques Vandermeulen (arr. Verviers)
89. Willy Van Gerven (arr.Termonde-Saint-Nicolas)
90. Maurice Van Hemelrijck (arr. Bruxelles)
91. Louis Van Hooveld (arr. Bruxelles)
92. Jozef Van In (arr. Malines-Turnhout)
93. Liban Van Laeys (nl) (arr. Termonde-Saint-Nicolas)
94. Edgard Van Oudenhove (arr. Audenarde-Alost)
95. Theofiel Van Peteghem (nl) (arr. Termonde-Saint-Nicolas)
96. William Van Remoortel (arr. Bruxelles)
97. Jozef Verbert (arr.Malines-Turnhout) († 15.8.1954) remplacé 9.11.1954 par Frans Houben
98. Emiel Vergeylen (arr. Gand-Eeklo)
99. Honoré Verhaest (arr.Gand-Eeklo)
100. Piet Vermeylen[6] (arr. Bruxelles)
101. Jean Vinois (arr.Tournai-Ath)
102. Raoul Vreven (nl) (arr.Hasselt-Tongres-Maaeik)
103. Joseph Wiard (nl) (arr. Bruxelles)
104. Wyn (arr.Anvers)
105. Edmond Yernaux (arr.Charleroi-Thuin)
106. Louis Zurstrassen, questeur (arr.Verviers)

### provinciaux
- Ernest Adam
- J. Adam
- Briot
- Constant Bronckart
- Georges Camby
- Joseph Custers (nl)
- Marcel Decoene
- baron René de Dorlodot
- Roger Dekeyzer
- Lambert De Maere
- Louis Desmet
- Pierre De Smet
- Emile Duret
- Georges Feryn
- Simon Flamme
- Mme Alice Melin épouse Guilmain
- Henskens
- Robert Houben
- Jadot
- Odilon Knops
- Léonce Lagae
- René Leclercq (démissionne 6.6.1956) remplacé par René Deliège le 26/6/1956
- Victor Leemans
- Gilbert Lemal
- Hubert Leynen (nl)
- D. Martens
- Jean Materne
- Léonard Meurice
- Edgard Missiaen, questeur (+ 4.5.1956) remplacé 25.5.1956 par Gustaaf Breyne
- Roger Motz
- Urbanus Muyldermans
- Cyriel Neefs
- Maurice Orban
- Gilbert Pede
- Piot
- Hubert Pontus
- John Roelants
- Maurice Servais
- Arsène Uselding
- Jacques Van Buggenhout (nl), questeur
- Gérard Vandenberghe
- Octaaf Van den Storme
- Frans Van Loenhout
- Julien Versieren
- Pierre Warnant

### cooptés
- Joseph Baert
- Jean-Joseph Chot
- Émile Coulonvaux
- August De Block
- Edgard De Bruyne
- Fernand Dehousse
- Nicolas Dethier
- Mlle Jeanne Driessen
- Mme Simonne Gerbehaye, veuve Lehouck
- Mme Marie Janson, veuve Spaak
- Adolf Molter
- Parmentier
- Gerard Philips
- Joseph Pholien
- Henri Rolin
- Jean Rolland décédé en mai 1956 remplacé par Marcel Busieau au 24.5.1956
- Paul Segers
- Léon Servais
- Isidore Smets
- Omer Vanaudenhove
- Charles Van Belle
- Jean Van Houtte
- Paul Van Zeeland (démissionne 31.1.1956) remplacé 14.2.1956 par Albert-Édouard Janssen